# Повилёнене, Вероника
Вероника Повилионене (лит. Veronika Povilionienė; род. 18 ноября 1946, Карейвонис) — литовская народная певица, также исполняет фольклорные композиции, адаптированные к современным музыкальным тенденциям. Лауреат Национальной премии Литвы по культуре и искусству 2008 года.

## Биография
Родилась в 1946 году в деревне Карейвони Лаздийского района, в области Дзукия. В 1964 году окончила учёбу в капчяместисской средней школе. В 1976 году окончила историко-филологический факультет Вильнюсского университета и защитила кандидатскую диссертацию по песням Адутишкисского края. С 1974 по 1986 год проработала солисткой труппы Театра народной музыки. Затем долгое время была певицей Этнографического музея Литвы. С 1991 года возглавляет песенный клуб «Блездинга». С 2002 года работает старшим специалистом отдела обычаев Литовского национального культурного центра. В настоящее время она работае в Вильнюсском Доме учителей.

## Деятельность
Записала народные песни, обряды и обычаи родного края — Дзукии. Унаследовала традиции дзукских певцов старого поколения. Пела в составе фольклорного ансамбля «Блездинга».
Снялась в музыкальном фильме Литовской киностудии «Вчера и всегда» (1984, режиссёр Гитис Лукшас).
На телевидении в 2007 году вместе с актером Саулюсом Баландисом участвовала в музыкальном шоу «Звездные дуэты», а в 2008 году приняла участие в качестве члена жюри этого шоу.
Также известна сотрудничеством с современными классическими композиторами и джазовыми музыкантами (саксофонист Петрас Вышняускас, композиторы Видмантас Бартулис и Брониус Кутавичюс), другими известными поэтами, артистами, кинорежиссёрами. Одним из её недавних проектов является программа исторических и военных песен «Когда наши сыновья вернутся» (лит. Kada sūneliai sugrįš), аранжированных композитором Гедриусом Свилайнисом и записанных с оркестром почеётного караула Вооруженных сил Литвы.

## Награды
- Офицер ордена Великого князя Литовского Гядиминаса (2012)[4]
- Кавалер ордена Великого князя Литовского Гядиминаса (2000)[5]
- Лауреат Национальной премии Литвы по культуре и искусству 2008 года[2]